# Som om inget hade hänt
Som om inget hade hänt (Povel-pop från förra årtusendet), som spelades 2000, var en konsertturné med Povel Ramel, Wenche Myhre och Putte Wickman i produktion av Knäppupp AB. Povel Ramel hade skrivit text och musik till alla sånger som framfördes, Hans Gardemar var kapellmästare och Vicky von der Lancken var producent.
Som om inget hade hänt hade premiär i Jönköping den 3 februari 2000 och turnerade därefter i landet till den 3 november samma år.
Ett dubbelalbum med titeln Povel Ramel, Som om inget hade hänt: Povel-pop från förra årtusendet släpptes på CD 2000. Det är ett samlingsalbum av Ramels låtar (alternativt Ramel/Wolgers), förvirrande nog inte en inspelning av konsertturnén utan musik överförd från tidigare stenkakor eller vinyl. Knappt hälften av albumets låttitlar framfördes på turnén.